# Старый Бирюзяк
Старый Бирюзяк — бывшее село, в Тарумовском районе Дагестана.

## Географическое положение
Располагалось в 25 км к юго-востоку от п. Артезиан, в устье р. Кума.

## История
Начало селу положил рыболовецкий промысел организованный астраханским купцом Г.Чуреком на острове Березек в устье Кумы. В 1851 году, по некоторым источникам, уже значится деревней помещика Всеволожского. По печатным источникам годом основания села считается 1859 г. В 1914 году в селе располагалось правление, церковь и школа. В середине 50-е годы XX века, население, по видимому, переселено на хутор Кривенко, где было образовано новое село — Новый Бирюзяк. Последний раз отмечено на американской карте 1950 г. На административной карте Даг АССР за 1957 г. село уже не значится.

## Население
По сведениям Списка населённых мест в 1914 году в селе было 219 домов, проживало — 660 мужчин и 630 женщин.
По данным Всесоюзной переписи населения 1926 года в селе было 176 хозяйств, проживало — 372 мужчины и 407 женщин, все русские: